# 조선민주주의인민공화국 문화성
문화성(文化省)은 문화와 예술에 관한 사무를 관장하는 조선민주주의인민공화국의 중앙행정기관이었다. 주로 문예 교육, 각종 행사, 사회주의 예술과 전통 예술, 서커스 곡예, 대내외 관광 산업, 세계 올림픽 및 게임 경기 유치 등의 사무를 관장, 담당한다.

## 연혁
- 1948년 9월 2일 문화선전성 설치
- 1957년 8월 3일 문화선전성 폐지, 문화선전성의 일부 기능과 문교성의 기능 일부를 합쳐 교육문화성 설치
- 1960년 12월 27일 교육문화성이 보통교육성과 중등교육성, 문화성으로 분리
- 2001년 4월 폐지, 문화예술성으로 명칭 변경
- 2003년 9월 문화성 설치

## 산하 조직
- 문화예술총국
- 외국문도서출판사
- 대외문화련락위원회

## 역대 상, 부상

### 역대 상
- 한설야(韓雪野) 1960년 12월 27일 ~ 1961년 1월 21일
- 박웅걸 1961년 1월 21일 ~ 1962년 1월 21일
- 남일 1962년 1월 21일 ~ 1962년 4월 12일
- 허정숙 1962년 4월 12일 ~ 1962년 10월 23일
- 박웅걸 1962년 10월 23일 ~ 1967년 12월 16일
- 박영신 1967년 12월 16일 ~ 1968년 9월 13일

- 최재현 2000년 9월 5일 ~
- 강능수 : 1999년 3월 ~ 2003년 9월 2일
- 최익규 : 2003년 9월 3일 ~ 2005년 11월
- 김진성 : 2005년 11월 ~ 2006년 6월
- 강능수 : 2006년 6월 ~ 2010년 1월
- 안동춘 : 2010년 1월 ~ 2012년 5월
- 홍광순 : 2012년 5월 ~ 2013년 9월
- 박춘남 : 2013년 9월 ~ 2019년 12월
- 전명식 : 2019년 12월 ~ 2021년 1월
- 승정규 : 2021년 1월 ~

### 역대 부상
- 황철 1960년 12월 27일 ~ 1961년 1월 28일
- 조명암 1961년 1월 28일 ~ 1961년 12월 28일
- 박문원 1961년 12월 28일 ~ 1962년 9월 25일

- 리일남 2007년 ~ , 교육국장 겸직
- 리일남 2012년 ~

## 산하 기관
- 영화총국
- 연극총국
- 출판지도국
- 로동신문
- 민주조선신문
- 문화예술학교
- 문화예술간부학교
- 국립민족예술극장
- 조선예술영화촬영소
- 고전악단
- 국립민족가극극장
- 예술국
- 문화예술지도위원회
- 국립미술제작소
- 영화간부학교
- 대중예술극장
- 조선문화협회
- 조소문화협회
- 중앙방송위원회
- 문화예술인총위원회
- 국립도서관
- 평양령예군인 교육도서인쇄공장
- 조선중앙사진선전사
- 조성중앙동화상제작소
- 조선문학창작사
- 윤이상음악연구소
- 혁명음악연구소
- 동양전통음연구소
- 서양음악연구소

## 같이 보기
- 교육문화성
- 문화선전성